# MAN Lion's City
Lion's City est une gamme d'autobus commercialisée par MAN Truck & Bus depuis 1996.

## Histoire
Le Lion's City est produit par MAN Truck & Bus (anciennement MAN Nutzfahrzeuge) depuis 1996. La nouvelle génération est produite depuis 2004, toute la gamme a été renommée pour l'occasion, la désignation à deux lettres et trois chiffres n’apparaît plus comme pour les précédents modèles.
Différentes versions existent, notamment au niveau des dimensions (articulé, interurbain, etc.) et au niveau de la motorisation (moteur couché ou vertical, gaz naturel, GPL, hydrogène, hybride, etc.). La version hybride est produite depuis 2010 tandis que la version GPL n'est plus commercialisée.
Le Neoplan Centroliner est basé sur le MAN Lion's City, en effet, Neoplan fait partie du groupe Neoman.
Par ailleurs, en 2018, MAN a renouvelé sa gamme d'autobus en conservant le même nom Lion's City.

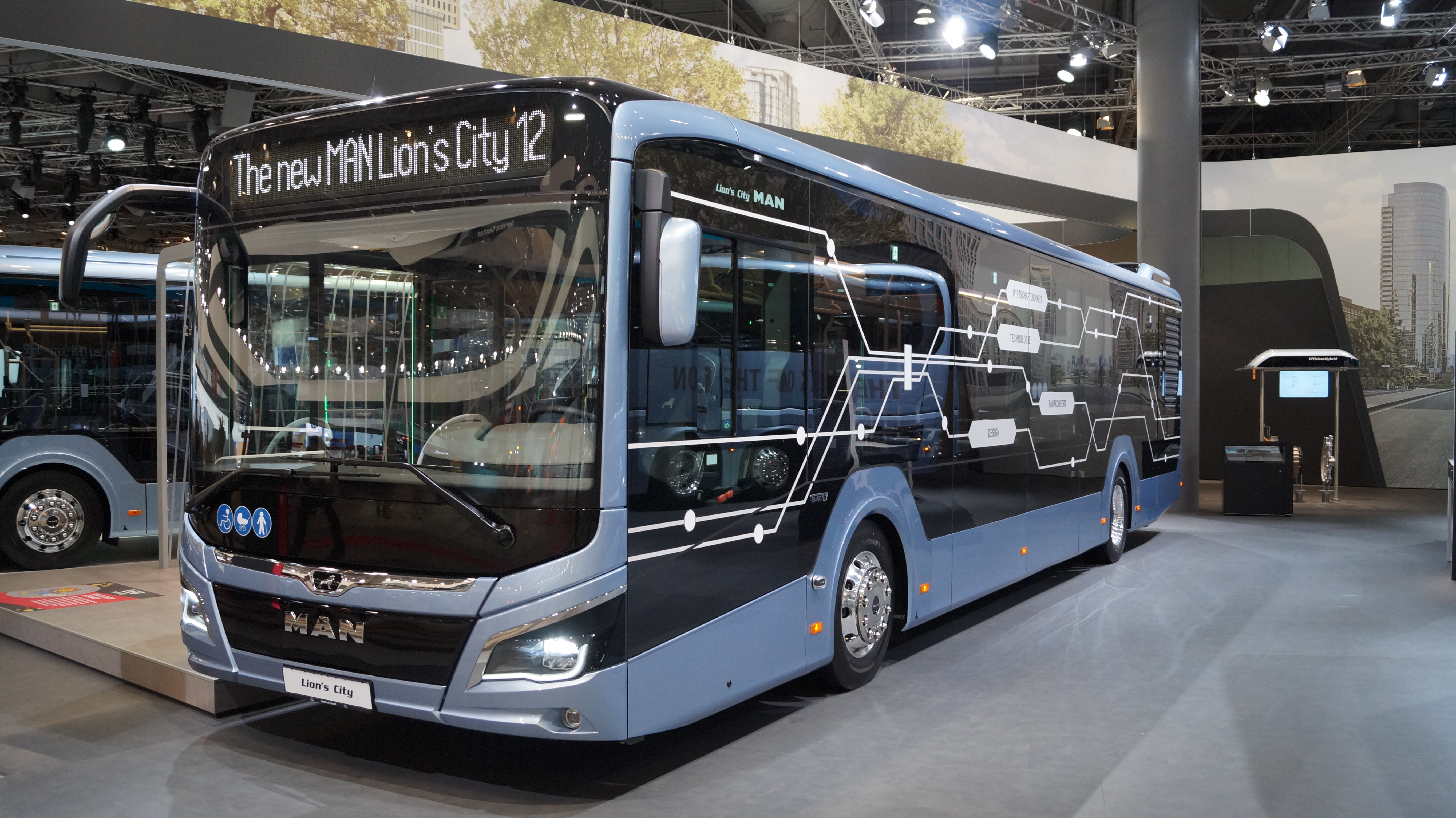
MAN Lion's City (2018).

## Modèles
Avant 2004, le Lion's City était vendu sous un autre nom. Le nom du modèle était un numéro à 3 chiffres dont les deux premiers chiffres correspondaient aux chiffres des centaines et des dizaines de la puissance du moteur en ch.
Prenons, par exemple, le NG 363 : NG désigne en allemand : Niederflur-Gelenkbus, ce qui signifie autobus articulé à plancher bas. Les chiffres désignent la 3e génération d'autobus de ce type avec un moteur de 360 ch.
À ce jour, il existe différents modèles de Lion's City, ils sont détaillés ci-dessous :
| Nom                                                           | Modèle                                                       | Type    | Catégorie de Bus | Longueur                             | Essieux | Portes    |
| ------------------------------------------------------------- | ------------------------------------------------------------ | ------- | ---------------- | ------------------------------------ | ------- | --------- |
| Lion’s City                                                   | NL 2x3 , NL 3x3 ou NL204 pour un Man Lion's City A37 Hybride | A21 A37 | Standard         | 11,980 mm                            | 2       | 2 ou 3    |
| Lion’s City Ü                                                 | NÜ xx3                                                       | A20     | Interurbain      | 11,980 mm                            | 2       | 2         |
| Lion’s City G                                                 | NG 273, NG 283 ou NG 3x3                                     | A23     | Articulé         | 17,980 mm                            | 3       | 3 ou 4    |
| Lion’s City GL                                                | NG273, NG 3x3-18,75                                          | A23 A40 | Articulé         | 18,750 mm                            | 3       | 3, 4 ou 5 |
| Lion’s City GXL                                               | NG 363-20,5 m                                                | A43     | Articulé         | 20,450 mm                            | 4       | 4         |
| Lion’s City M                                                 | NM 2x3.2                                                     | A66 A76 | Midibus          | 8,610 mm 9.575 mm 9.775 mm 10.490 mm | 2       | 2         |
| Lion’s City M                                                 | NM 2x3.3                                                     | A35     | Midibus          | 9,130 mm 9.695 mm 10.395 mm          | 2       | 2 ou 3    |
| Lion’s City M                                                 | NL 2x3-10.5 mm                                               | A47     | Midibus          | 10,500 mm                            | 2       | 2 ou 3    |
| Lion’s City M                                                 | NL xx3-yy.y m                                                | A22     | Midibus          | 10,500 mm 11.210 mm                  | 2       | 2 ou 3    |
| Lion’s City L                                                 | NL xx3-15                                                    | A26     | Standard         | 14,705 mm                            | 3       | 3         |
| Lion’s City ÜLL                                               | NÜ xx3-15                                                    | A25     | Interurbain      | 14,705 mm                            | 3       | 2 ou 3    |
| Lion’s City T (jusqu'en 2008) Lion’s City LE (depuis 2008)    | EL xx3                                                       | A78     | Low-Entry        | 11,857 mm                            | 2       | 2 ou 3    |
| Lion’s City TÜ (jusqu'en 2008) Lion’s City LE Ü (depuis 2008) | EL xx3                                                       | A78     | Low-Entry        | 11,950 mm                            | 2       | 2         |
| Lion’s City DD                                                | ND 313                                                       | A39     | Deux niveaux     | 13,730 mm                            | 3       | 3         |

### Lion's City M
Le Lion's City M est la version midibus, elle est adaptée aux rues étroites en raison de son faible empattement. Ce matériel ne peut pas supporter une ligne très fréquentée à cause de son faible nombre de places.

### Lion's City/Lion's City LE et Lion's City Ü/Lion's City LE Ü

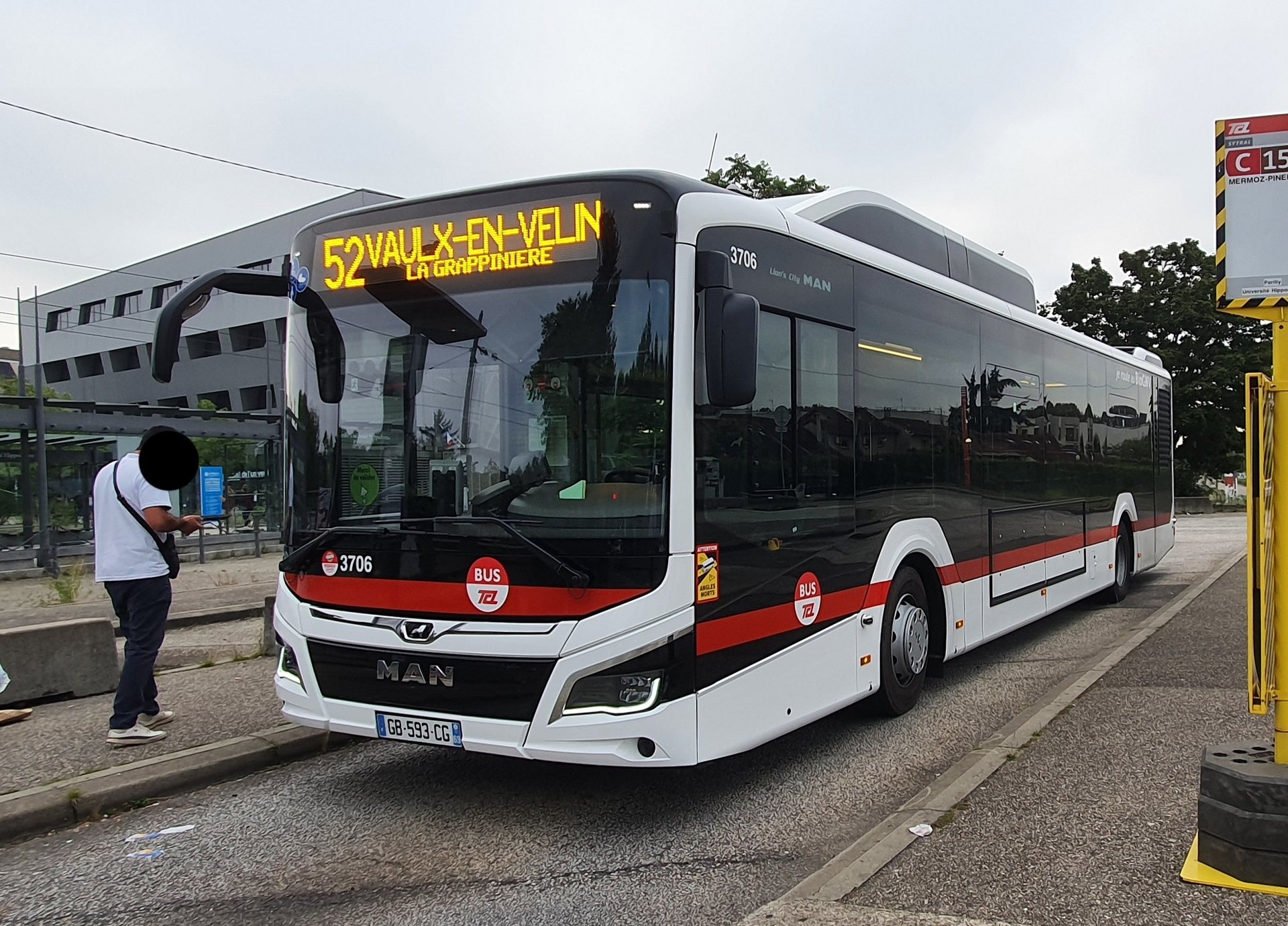
Des MAN Lion's City 12 Efficient Hybrid CNG aussi présents à Lyon sur le réseau TCL.

Le Lion's City (modèle standard) est disponible avec deux configurations de moteurs possibles : vertical ou couché. Les caractéristiques sont semblables au niveau des dimensions. Le Lion's City LE est la version Low-Entry, c'est-à-dire à mi-chemin entre l'autobus urbain à plancher bas et l'autobus interurbain.

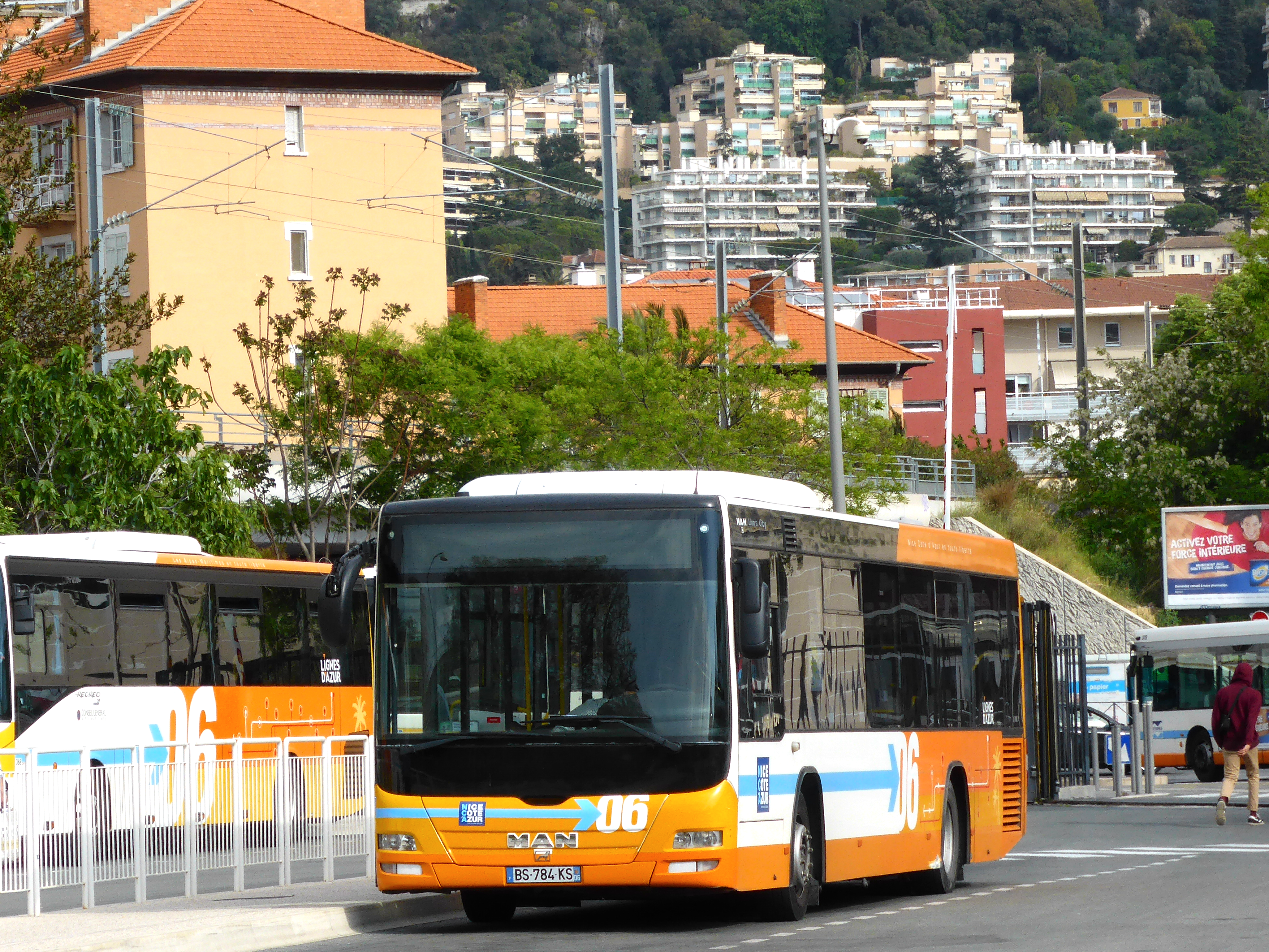
Un Lion's City LE A78 du réseau Lignes d'Azur.

Des versions à moteurs au gaz naturel ou au GPL ont été produites.

### Lion's City C / C LE et Lion's City L / L LE
Ces modèles sont les versions 'longues' du Lion's City, en effet ils mesurent tous plus de treize mètres. Trois essieux sont nécessaires pour le roulement (deux à l'arrière). La version C / C LE comporte 3 portes au lieu de 2 pour le L / L LE. Les moteurs sont 'couchés'. Ces autobus constituent l'intermédiaire entre la version classique (12 m) et la version articulée (18 m).

### Lion's City G / G LE et Lion's City GL / GL LE
Le G signifie Gelenkbus ou articulé, en effet ces modèles sont des autobus articulés. Tous ces modèles possèdent 3 portes (2 dans la partie avant et 1 pour la remorque). Les deux derniers moteurs sont en position 'couché'. Ces autobus offrent une grande capacité en raison de leur longueur.

### Hybride

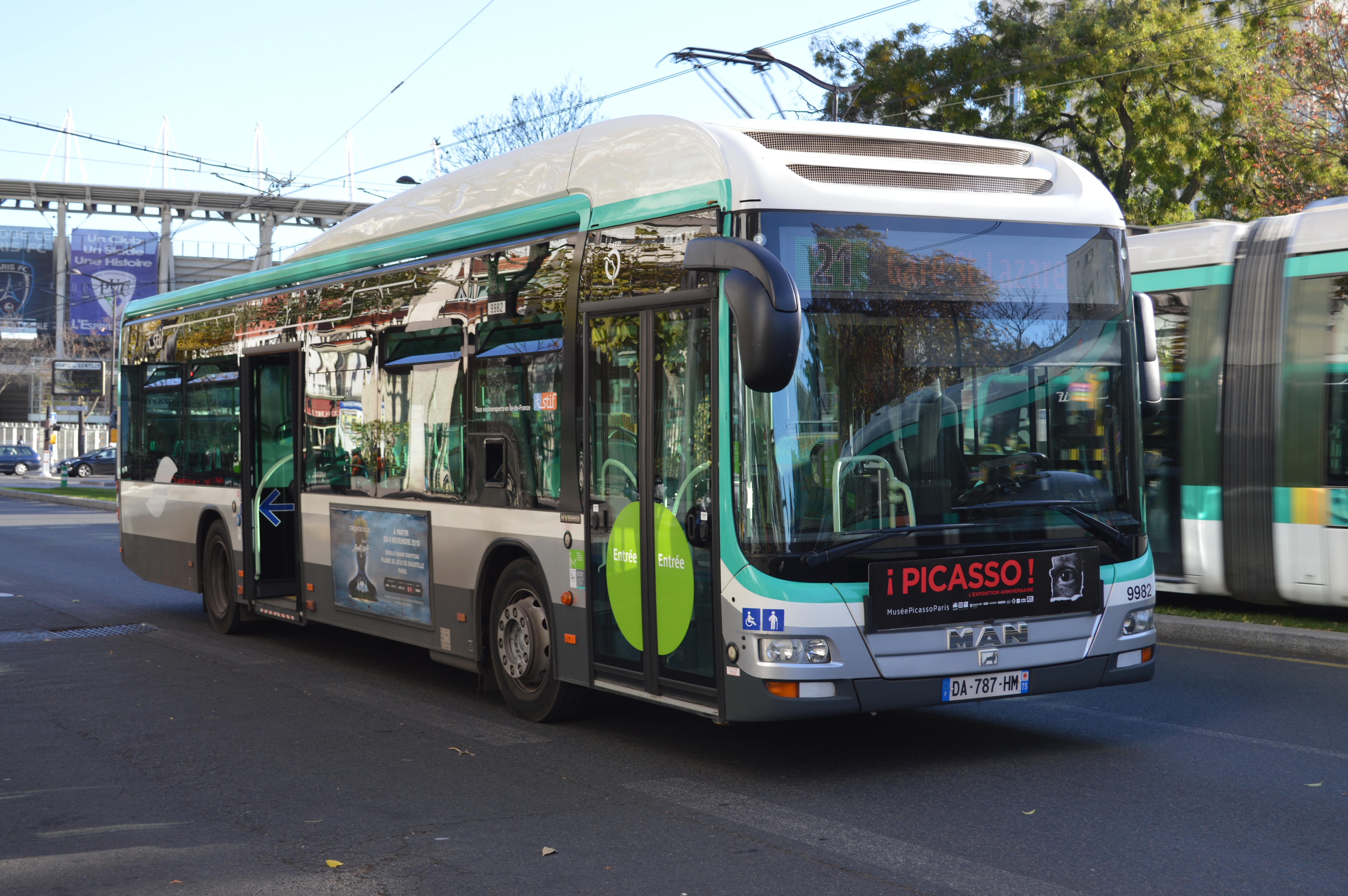
MAN Lion's City hybride de la RATP.

Un modèle hybride a été dévoilé en 2009. En plus de son moteur diesel, le Lion's City hybride est équipé de deux moteurs électriques. Lors des freinages, des supercondensateurs stockent l'énergie afin de la réutiliser aux démarrages. La RATP a testé un Lion's City hybride, ayant conduit à un achat massif de 191 unités. Il circule dans plusieurs villes :
- Munich, qui a reçu son premier exemplaire début 2010 ;
- Barcelone ;
- Brétigny-sur-Orge ;
- Cadix ;
- Madrid ;
- Malaga ;
- Alicante ;
- Saint-Sébastien ;
- Séville ;
- Valladolid ;
- Lisbonne ;
- Paris[5] ;
- Périgueux (réseau ayant racheté les exemplaires testés à Lyon) ;
- Perpignan ;
- Pontault-Combault ;
- Porto ;
- Beauvais ;
- Laval ;
- Vigneux-sur-Seine ;
- Draveil.

## Caractéristiques

### Aménagement intérieur
La configuration des sièges est variable.

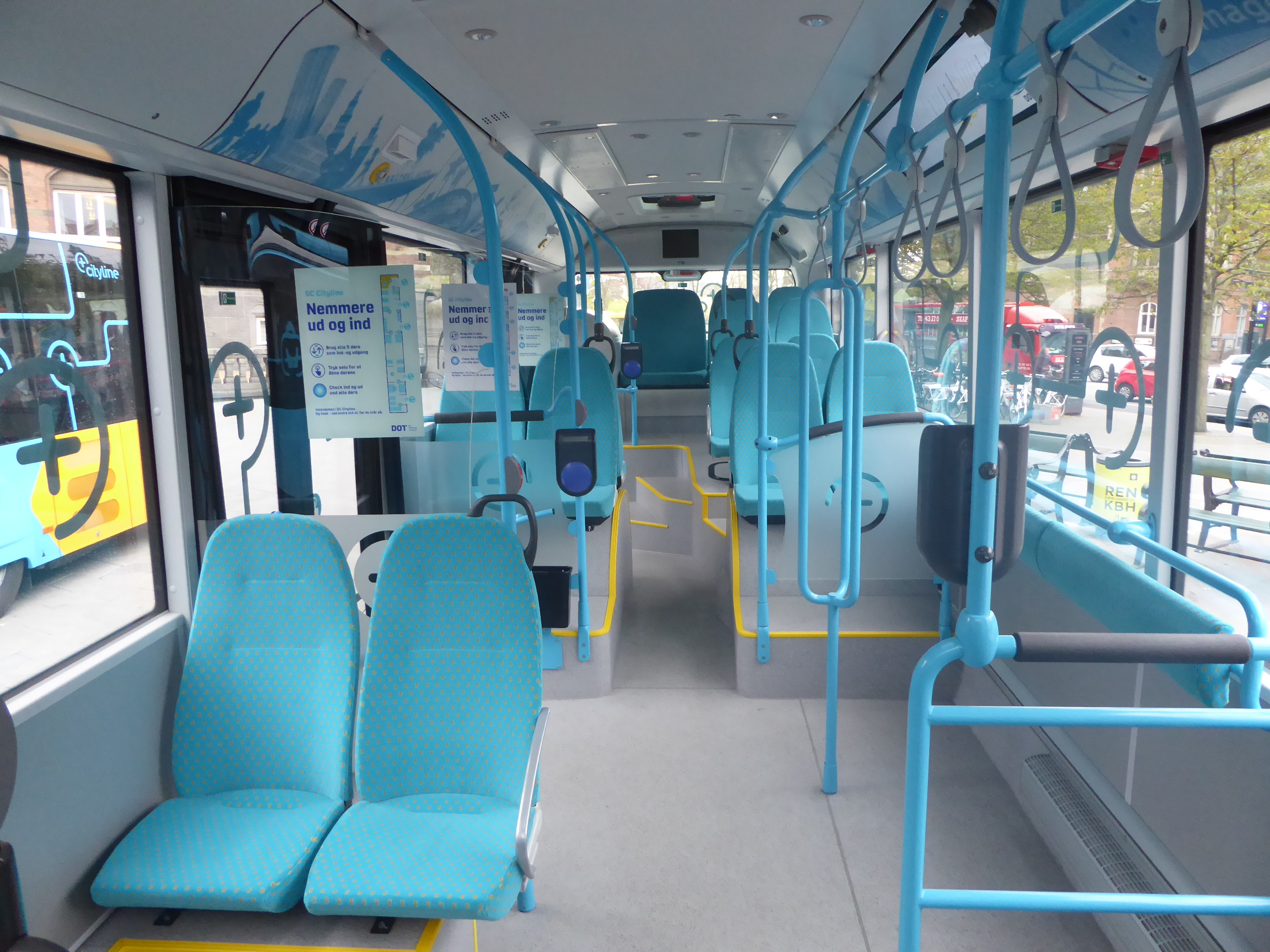
Vue arrière sur un modèle à moteur horizontal longitudinal.
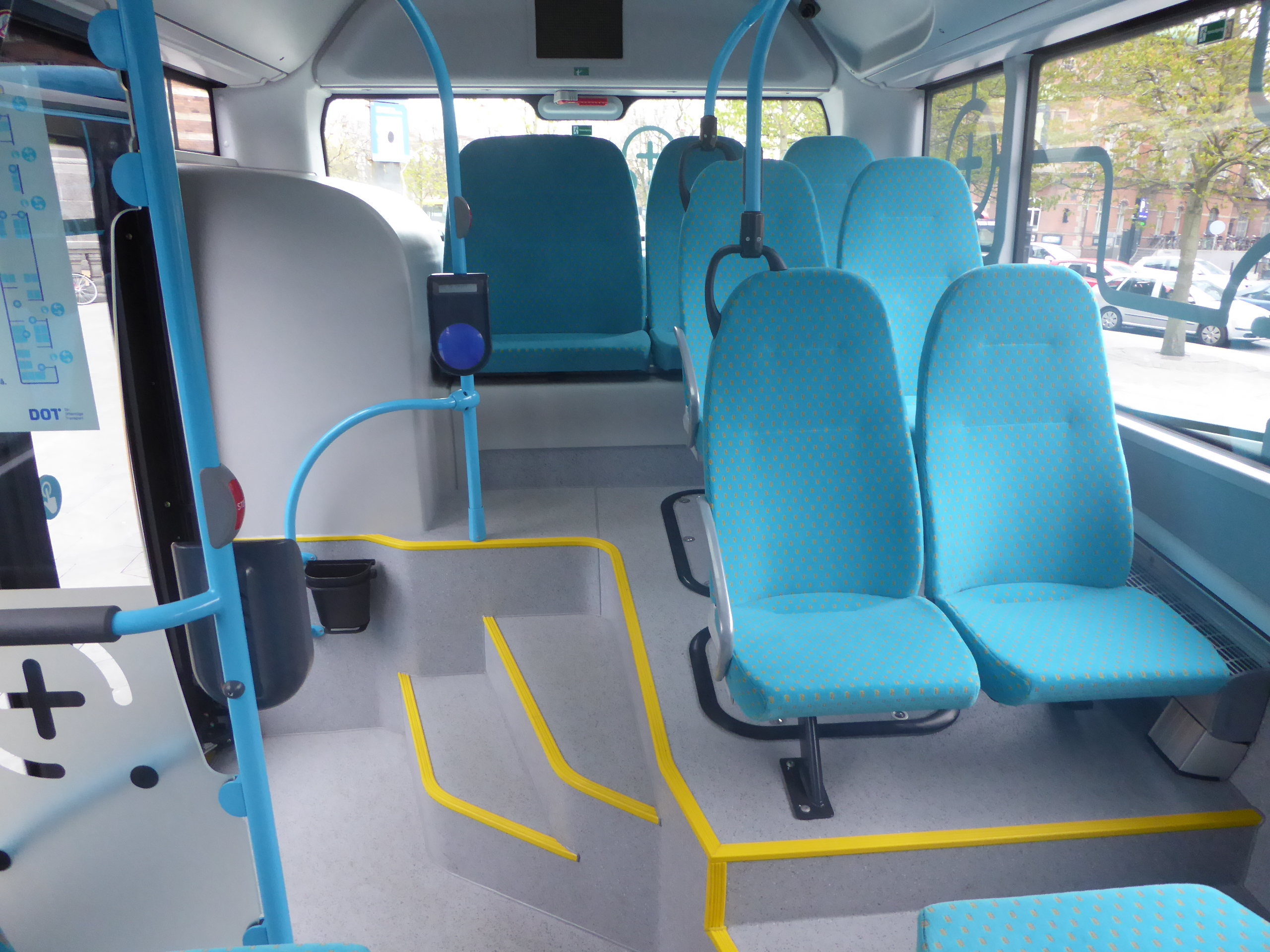
Idem.
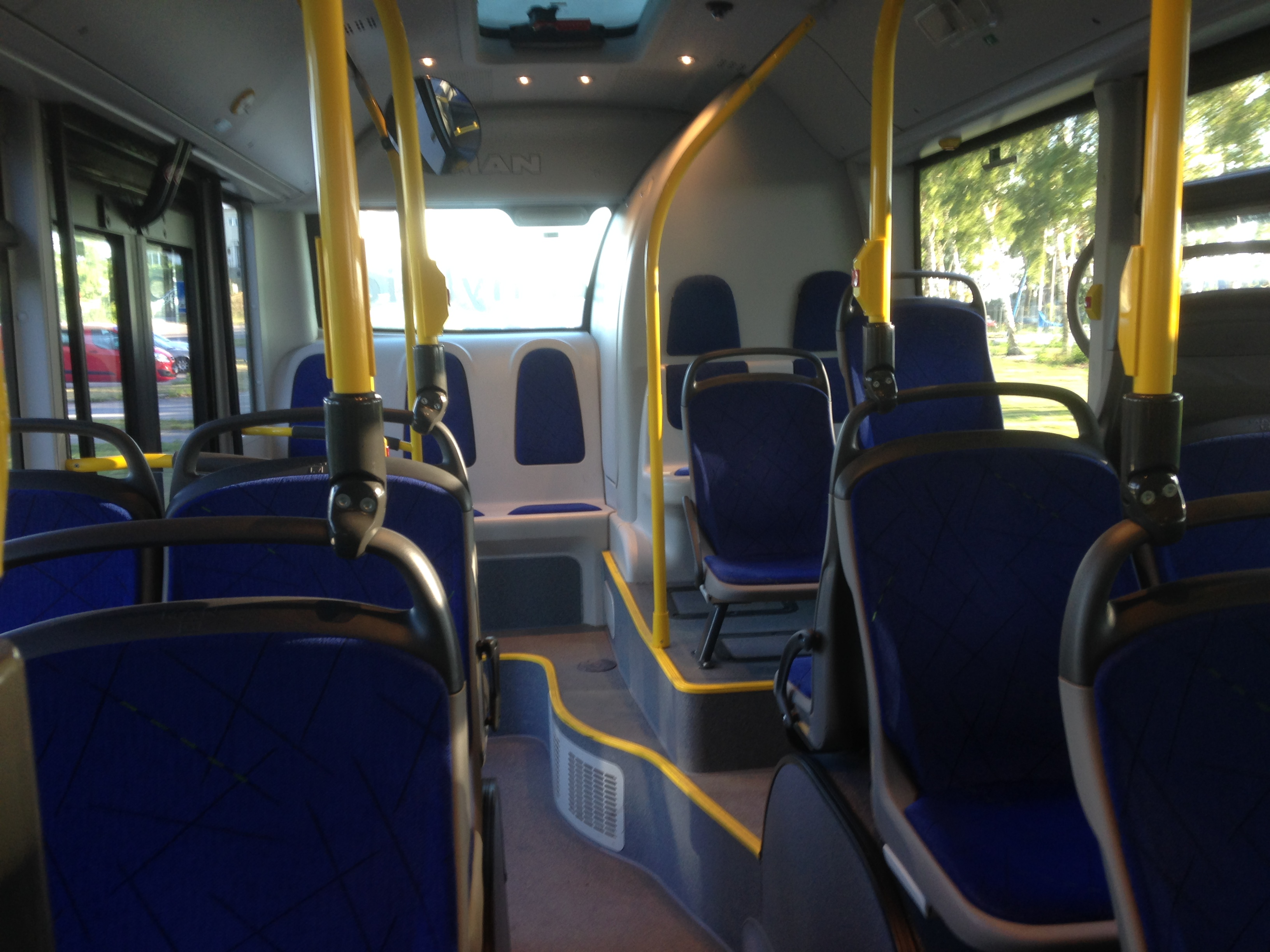
Vue arrière sur un modèle hybride.

## Commercialisation
| Illustration         | Lieu                                                   | Exploitant                                           | Modèle                                                            | Nombre                              | Numéros                 | Livraison                                           | Remarques |  |
| -------------------- | ------------------------------------------------------ | ---------------------------------------------------- | ----------------------------------------------------------------- | ----------------------------------- | ----------------------- | --------------------------------------------------- | --- |  |
|                      | Francfort-sur-le-Main - VGF                            |                                                      | Lion’s City G                                                     | 12                                  |                         | 2010                                                | |  |
|                      | Région Wallonne - Province du Brabant wallon           | SRWT (TEC) - TEC Brabant wallon                      | Lion's City G                                                     | 3                                   |                         | 2007-2008                                           | |  |
|                      | Région flamande - Province du Brabant flamand          | De Lijn Vlaams Brabant                               | Lion's City                                                       | 1                                   |                         | 2010                                                | |  |
|                      | Région Wallonne - Province de Hainaut                  | Autobus Naway pour le compte de la SRWT              | Lion's City G                                                     | 1                                   |                         | 2016                                                | |  |
|                      | Saint-Sébastien                                        | Compañía del Tranvía de San Sebastián                | Lion's City                                                       | 41                                  |                         | 2006                                                | |  |
|                      | Réseau Départemental Car Ain                           | Philibert                                            | Lion’s City                                                       | 5                                   |                         | 2009                                                | |  |
|                      | Albi                                                   | Albibus                                              | Lion’s City                                                       | 18                                  |                         | 2006 - 2007                                         | |  |
|                      | Albi                                                   | Albibus                                              | Lion’s City M                                                     | 4                                   |                         | 2008 - 2009                                         | 3 Portes |  |
|                      | Angers                                                 | Irigo                                                | Lion’s City G                                                     | 23                                  |                         | 2009-2012                                           | |  |
|                      | Annemasse                                              | TAC                                                  | Lion’s City                                                       | 5                                   |                         | 2009                                                | |  |
|                      | Annemasse                                              | TAC                                                  | Lion's City G                                                     |                                     | 1701 à 1708             | 2011                                                | Livrée CEVA en temps normal, le 1702 à une livrée artistique CEVA et des véhicules sont en livrée blanche. |  |
|                      | Annemasse                                              | TAC                                                  | Lion's City G BHNS                                                |                                     |                         | 2012                                                | Livrée "Tango" |  |
|                      | Saint-Julien-en-Genevois                               | TPG (sous exploité, par GEMBUS, groupe RATP Dev)     | Lion's City M                                                     | 2                                   | 918 et 919              | 2011                                                | Voués à disparaître. |  |
|                      | Beauvais                                               | Corolis                                              | Lion's City Hybrid                                                | 6                                   | 2.9078 à 2.9083         | 2015-2017                                           | 3 portes |  |
|                      | Belfort                                                | Optymo                                               | Lion’s City                                                       | 38                                  |                         | 36 en 2007 + 2 en 2009                              | GPL |  |
|                      | Béziers                                                | Bus Occitan                                          | Lion’s City                                                       | 4                                   |                         | 2006                                                | Dont un ex-Démo |  |
|                      | Blois                                                  | Azalys                                               | Lion's City G €6 4 portes                                         | 1                                   | 1841                    | 2018                                                | |  |
|                      | Bordeaux                                               | TBM                                                  | A23 GNV €6 3 portes                                               | 26                                  | 1401 à 1426             | 2014                                                | Dont un ex-Démo |  |
| A21 GNV 3 portes     | Bordeaux                                               | TBM                                                  | 92                                                                | 1501 à 1530 1601 à 1630 1701 à 1727 | 2016 2017 2018          | Achetés via la centrale d'achat du transport public | |  |
|                      | Brest                                                  | Bibus                                                | Lion’s City                                                       | 25                                  |                         | 2008 - 2009                                         | |  |
|                      | Brest                                                  | Bibus                                                | Lion’s City G                                                     | 34                                  |                         | 2009-2013                                           | |  |
|                      | Carcassonne                                            | RTCA                                                 | Lion’s City A47                                                   | 5                                   | 29 et 30 46 à 48        | 2009 2019                                           | ex-Albibus, 3 portes 2 portes |  |
| Lion’s City A37      | Carcassonne                                            | RTCA                                                 | 7                                                                 | 3 à 5, 26, 27 33 et 34              | 2008 - 2009 2009 - 2011 | 3 portes ex-démo, 3 portes                          | |  |
| Lion’s City A21      | Carcassonne                                            | RTCA                                                 | 6                                                                 | 40 à 42 43 à 45                     | 2007 2017               | ex-Albibus, 2 portes 2 portes                       | |  |
|                      | Clermont-Ferrand                                       | T2C                                                  | M diesel                                                          |                                     |                         |                                                     | |  |
| 12 m GNV €6 3 portes | Clermont-Ferrand                                       | T2C                                                  | 53                                                                |                                     |                         |                                                     | |  |
|                      | Communauté d'agglomération de l'Albigeois              | Albibus                                              | Lion’s City                                                       | 18                                  |                         | 2007                                                | |  |
|                      | Castres                                                | Libelus                                              | Lion’s City                                                       | 4                                   |                         | 2009                                                | |  |
|                      | Dax                                                    | Couralin                                             | Lion’s City M                                                     | 2                                   |                         | 2007                                                | |  |
|                      | Épernay                                                | Transports urbains d'Épernay et du Pays de Champagne | Lion’s City M                                                     | 3                                   |                         |                                                     | |  |
|                      | Laval                                                  | TUL (Transports urbains lavallois)                   | Lion’s City                                                       | 9                                   |                         | 2013 - 2014                                         | |  |
|                      | Laval                                                  | TUL (Transports urbains lavallois)                   | Lion's City GPL                                                   | 6                                   |                         | 2007 - 2008                                         | |  |
|                      | Laval                                                  | TUL (Transports urbains lavallois)                   | Lion’s City G                                                     | 3                                   |                         | 2010                                                | |  |
|                      | Lorient                                                | Compagnie de transport de la région lorientaise      | Lion’s City                                                       | 2                                   |                         |                                                     | Affrété BSA |  |
|                      | Nantes                                                 | Brodu                                                | Lion's City GNC                                                   | 6                                   |                         | 2020                                                | Sur réseau TAN |  |
|                      | Nantes                                                 | CTA (Transdev)                                       | Lion's City                                                       | 25                                  |                         | 2010 - 2011                                         | Sur réseau TAN Type A37 |  |
|                      | Nantes                                                 | Quérard                                              | Lion's City                                                       | 2                                   |                         | 2013                                                | Sur réseau TAN Type A37 |  |
|                      | Paris                                                  | RATP                                                 | Lion’s City                                                       | 205+350                             |                         | 2003-2007 puis 2010-2014.                           | Les 205 premiers bus sont connus sous l’appellation "NL 223" (9001-9205). Les premiers MAN (9601-9683) ne possèdent pas une livrée RATP-Stif. |  |
|                      | Paris                                                  | RATP                                                 | Lion's City                                                       | 206                                 |                         | 2015-2021                                           | Motorisation GNV |  |
|                      | Paris                                                  | RATP                                                 | Lion's City Hybrid                                                | 16+125                              |                         | 2011-2014 puis 2015 -                               | Les premiers Lion's City Hybrid (9971-9986) possèdent une girouette Aesys. |  |
|                      | Paris                                                  | RATP                                                 | Lion’s City G                                                     | 185                                 | 46xx                    | 2007-2011 puis 2013.                                | Les 15 premiers bus livrés ne sont pas à diodes (4601-4615). |  |
|                      | Paris                                                  | RATP                                                 | Lion’s City GL                                                    | 16                                  | 49xx                    | 2009                                                | Affectés au Roissybus |  |
|                      | Evry                                                   | TICE                                                 | Lion's City G Diesel €4/EEV                                       | 6                                   | 424-429 et 439          | 2007 puis 2008                                      | - Série 424 427 contient un ou deux ex-démonstrations. - 429 incendie volontaire par des conducteurs voulant se venger sur un autre conducteur non gréviste à ce moment-là. - 428, 429 et 439 sont EEV ZF Ecomat. - 427 Accidenté gravement sur la face avant en 2021, accident tapant sur le châssis à cause de sa puissance. jugé irréparable, il est réformé en 2021                                 |  |
|                      | Evry                                                   | TICE                                                 | Lion's City A21 Diesel €4                                         | 17                                  | 350-367                 | 2007                                                | - 365 + 366 conservés par le réseau et repassés en rénovation carrosserie + nouvelle livrée "Formation". - 364 (?) racheté par Cab Solutions pour les navettes de substitution. Plus aucune traçabilité du véhicule ensuite. |  |
|                      | Evry                                                   | TICE                                                 | Lion's City G Diesel €6                                           | 11                                  | 257-259, puis 268-275   | 2016 à 2018                                         | - 257-259 sont arrivées initialement en livrée TICE grise avec filgrane STIF, retirées en 2017 avec l'arrivée d'IDFM. Leur livrée actuelle est grise IDFM. - Les 268-275 sont en IDFM V1 (livrée IDFM intérieur réseau). - 275 avec une livrée plus proche de l'IDFM V3 (bande blanche sur les casquettes arrières et avant du véhicule, intérieur IDFM avec sellerie Citipro TICE, et clim intégrale.) |  |
|                      | Evry                                                   | TICE                                                 | Lion's City A21 Diesel €6                                         | 20                                  | 395-397, puis 1000-1017 | 2017 à 2018                                         | - 396 incendié accidentel été 2022. - 1016 et 1017 identique au 275 (voir case précédente) |  |
|                      | Périgueux                                              | Péribus                                              | Lion’s City A21 diesel                                            | 1                                   | 604                     | 2007                                                | |  |
|                      | Périgueux                                              | Péribus                                              | Lion’s City A37 diesel                                            | 11                                  | 623 à 633               | 2015, 2017                                          | |  |
|                      | Périgueux                                              | Péribus                                              | Lion’s City A37 hybride                                           | 2                                   | 621 et 622              | 2013 à Lyon puis 2015 à Périgueux                   | |  |
|                      | Périgueux                                              | Péribus                                              | Lion’s City M A47 diesel                                          | 10                                  | 712 à 721               | 2015                                                | midibus à 3 portes |  |
|                      | Perpignan                                              | Sankéo                                               | Lion's City + Lion's City Hybrid + Lion's City G + Lion's City LE | 34+6+12+7                           |                         | 2008 - 2021                                         | |  |
|                      | Pontault-Combault                                      | CEAT                                                 | Lion's City Hybrid                                                | 1                                   |                         | 2016                                                | |  |
|                      | Tours                                                  | Fil bleu                                             | Lion’s City                                                       | 1                                   |                         | 2012                                                | Ex-démo. Affrété pour Keolis Touraine. |  |
|                      | La Haye                                                | HTM Personenvervoer NV                               | Lion's City                                                       | 135                                 |                         | 2009                                                | Motorisation GNV |  |
|                      | Bollenstreek, Haarlem, IJmuiden, Beverwijk             | Connexxion                                           | Lion's City                                                       | 84                                  |                         | 2005                                                | Repartis dans plusieurs villes. Motorisation GNV |  |
|                      | Hilversum, Amsterdam Zuidoost, Bussum, Het Gooi        | Connexxion                                           | Lion's City TÜ                                                    | 192                                 |                         | 2006-2007                                           | Repartis dans plusieurs villes |  |
|                      | Drapeau des Pays-Bas                                   | Connexxion                                           | Lion's City T                                                     | 54                                  |                         | 2006                                                | Repartis dans plusieurs villes |  |
|                      | Voorne-Putten                                          | Connexxion                                           | Lion's City TÜ                                                    | 35                                  |                         | 2009                                                | |  |
|                      | Valleilijn (Ligne ferroviaire entre Amersfoort et Ede) | Veolia Transport                                     | Lion's City G                                                     | 7                                   |                         | 2006                                                | Motorisation GNV |  |
|                      | Drapeau des Pays-Bas                                   | Veolia Transport                                     | Lion's City                                                       | 128                                 |                         | 2009                                                | Repartis dans plusieurs villes. Motorisation GNV |  |
|                      | Eindhoven                                              | Hermes                                               | Lion's City                                                       | 74                                  |                         | 2008                                                | |  |
|                      | Eindhoven                                              | Hermes                                               | Lion's City G                                                     | 7                                   |                         | 2008                                                | |  |
|                      | Rotterdam                                              | Qbuzz                                                | Lion's City TÜ                                                    | 93                                  |                         | 2008                                                | |  |
|                      | Białystok                                              | KPK Białystok                                        | Lion's City                                                       | 20                                  |                         | 2006 - 2008                                         | |  |
|                      | Białystok                                              | KPKM Białystok                                       | Lion's City                                                       | 11                                  |                         | 2006                                                | |  |
|                      | Gdańsk                                                 | PKS Gdańsk                                           | Lion's City                                                       | 4                                   |                         | 2009                                                | |  |
|                      | Gdańsk                                                 | PKS Gdańsk                                           | Lion's City G                                                     | 15                                  |                         | 2009                                                | |  |
|                      | Poznań                                                 | MPK Poznań                                           | Lion's City                                                       | 36                                  |                         |                                                     | |  |
|                      | Toruń                                                  | MZK Toruń                                            | Lion's City                                                       | 25                                  |                         |                                                     | |  |
|                      | Varsovie & Radom                                       | ITS Michalczewski                                    | Lion's City G                                                     | 55                                  |                         |                                                     | |  |
|                      | Zamość                                                 | MZK Zamość                                           | Lion's City                                                       | 19                                  |                         | 2011                                                | |  |
|                      | Genève                                                 | TPG (sous exploité, par Globe Limousines)            | Lion's City                                                       | 13                                  | 1901 à 1911 et 1938     | 2006, 2012 et 2015                                  | Le numéro 501 a été détruit dans un incendie. Le 1938 est un €6. Voués à disparaître en 2017. |  |
|                      | Genève                                                 | TPG (sous exploité, par Globe Limousine)             | NL 283                                                            |                                     | 4xx                     |                                                     | Voués à disparaître. |  |
|                      | Genève                                                 | TPG (sous exploité, par RATP Dev Suisse SA)          | Lion's City                                                       |                                     | 1927, 1959 à 1961       | 2014 - 2015                                         | |  |
|                      | Genève                                                 | TPG (sous exploité, par RATP Dev Suisse SA)          | Lion's City G                                                     |                                     | 1951 à 1958             | 2015                                                | |  |
|                      | Genève                                                 | TPG (sous exploité, par RATP Dev Suisse SA)          | Lion's City M                                                     | 1                                   | 1962                    | 2015                                                | |  |
|                      | Lausanne                                               | TL                                                   | Lion's City DD                                                    | 6                                   |                         | 2008-2009                                           | |  |
|                      | Lausanne                                               | TL                                                   | Lion’s City NL                                                    | 63                                  |                         | 2013-2014, 2017 (deux séries)                       | Deux Séries Identiques |  |
|                      | Yverdon-les-Bains                                      | Travys                                               | Lion's City NL                                                    | 10                                  |                         | 2003-2010                                           | Plusieurs séries et plusieurs design |  |